# Гайлит, Андрей Андреевич
Андрей Андреевич Гайлит — советский хозяйственный, государственный и политический деятель.

## Биография
Родился в 1905 году в Риге. Сын латышского техника-транспортника. Его отец умер практически сразу же после его рождения, оставив мать, Елену Давыдовну (ум. в 1967) с двумя детьми; через некоторое время они переехали жить в Гатчинский уезд.
А.Гайлит в 1920 году вступил в комсомол. В 1924 году сдал в Петрограде экзамены на аттестат зрелости и учился в ЛЭТИ, был делегатом на пленуме Гатчинского укома .
В 1929 году, на последнем курсе института, отправлен по решению секретариата Ленинградского обкома на монтаж и эксплуатацию опытного алюминиевого завода; с этого времени — на хозяйственной, общественной и политической работе. Член ВКП(б) с 1932 года.
1936—1938 гг. — Директор Волховского алюминиевого завода им. Кирова.
1941—1943 гг. — Москва, Начальник Главалюминия, Народного комиссариата цветной металлургии СССР.
1943—1946 гг. — Москва, главный инженер Главалюминия Наркомцветмета
1964—1965 гг. — Москва, Начальник Института «Гипроцветмет»
1971—1976 гг. — Москва, заместитель Председателя научно-технического совета Министерства цветной металлургии.     
С 1976 года пенсионер. Автор мемуаров «Хроника одной жизни, почти полностью посвященной комсомолу, партии и алюминиевой промышленности» (1980 г.)
Адрес в Москве:  улица Горького, дом 17. 
Умер в 1986 году. Похоронен на Химкинском кладбище.
Брат — Евгений Андреевич Гайлит (1897—1938), репрессирован. Реабилитирован в 1957 году.
Дочь — Татьяна Андреевна Гайлит (1932—1986), физик, кандидат физико-математических наук. Внучка — Ольга Владимировна Брагинская (г.р.1955), кандидат физико-математических наук, ее муж — художник В.Э.Брагинский.

## Признание
- Сталинская премия третьей степени (1942) — за разработку внедрение метода переработки уральских бокситов[7]
- Сталинская премия второй степени (1951) — за коренное усовершенствование технологии производства металла (алюминия)
- Орден Ленина
- Три ордена Трудового Красного Знамени
- Орден Красной Звезды
- Орден Знак почёта
- Медали: «За доблестный труд в Великой Отечественной войне 1941-1945 гг», «За трудовую доблесть», «В память 800-летия Москвы», «За доблестный труд, в ознаменование 100-летия со дня рождения В.И. Ленина», «Тридцать лет Победы в Великой Отечественной войне 1941-1945 гг».